# Сеймур, Эдуард, 8-й герцог Сомерсет
Эдуард Сеймур (англ. Edward Seymour; декабрь 1694 или начало 1695 — декабрь 1757) — британский аристократ, 6-й баронет с 1740 года, 8-й герцог Сомерсет и 8-й барон Сеймур с 1750 года.

## Биография
Эдуард Сеймур родился в декабре 1694 или в начале 1695 года. Он принадлежал к боковой ветви аристократического рода Сеймуров и был потомком первого герцога Сомерсета от первого брака; его предки носили титул баронетов. Эдуард был старшим сыном сэра Эдуарда Сеймура, 5-го баронета из Берри-Померой, и Летиции Попхэм. Он был крещен в Истон-Рояле (Уилтшир) 17 января 1694 года, получил образование в Магдален-колледже в Оксфорде.
В декабре 1740 года, после смерти отца, Эдуард стал 6-м баронетом, унаследовав родовые поместья в Уилтшире и Девоне. Он заседал в Палате общин от Солсбери в 1741—1747 годах. 23 ноября 1750 года, после смерти Элджернона Сеймура, 7-го герцога Сомерсета, Эдуард занял место в Палате лордов как 8-й герцог Сомерсет. Однако ему досталось немногое из огромного богатства, принадлежавшего предшественнику: 7-й герцог завещал основные владения дочери Элизабет и племяннику Чарльзу Уиндему, 2-му графу Эгремонту. Поэтому герцоги Сомерсеты никогда больше не входили в число крупнейших британских землевладельцев.
В 1752—1757 годах Эдуард Сеймур занимал должность лорда-лейтенанта Уилтшира. Он умер в декабре 1757 года. 

## Семья
8 марта 1716 или 5 марта 1717 года Сеймур женился на Мэри Уэбб, дочери Дэниэла Уэбба из Монктон-Фарли и Элизабет Сомнер. У супругов было по меньшей мере пятеро детей:
- Эдуард, 9-й герцог Сомерсет (2 января 1717 — 2 января 1792)[6];
- Уэбб, 10-й герцог Сомерсет (3 декабря 1718 — 15 декабря 1793)[7];
- Уильям (1724 — 5 ноября 1800)[8];
- Фрэнсис (1726 — 16 февраля 1799), декан Уэлсского собора[9];
- Мэри (1744 — 21 июля 1762), жена Винсента Джона Бискоу из Хуквуда[10].